# Обелець Іван Макарович
Іван Макарович Обелець (1905, село Петровське[уточнити], тепер Лисянський район Черкаська область — зник безвісти 21 січня 1943) — український радянський діяч, голова Луцького міськвиконкому. Депутат Верховної Ради УРСР 1-го скликання (1938–1943).

## Біографія
Народився в селянській родині. Служив у Червоній армії. Після демобілізації був членом правління колгоспу в селі Гута на Київщині. Потім працював помічником директора машинно-тракторної станції (МТС) по дільниці в селі Чеснівка Лисянського району. 
З 1933 року — голова правління колгоспу в селі Верещаки Лисянського району, потім завідувач Лисянського районного земельного відділу Київської області.
З 1937 року — голова виконавчого комітету Лисянської районної ради депутатів трудящих Київської області. 26 червня 1938 року був обраний депутатом Верховної Ради УРСР 1-го скликання від Буцької виборчої округи № 85 Київської області.
У грудні 1939 — листопаді 1940 року — голова виконавчого комітету Луцької міської ради депутатів трудящих Волинської області.
У січні — червні 1941 року — завідувач відділу місцевої промисловості Волинської обласної ради депутатів трудящих.
Під час німецько-радянської війни перебував на політичній роботі у військах: служив старшим політруком у Політичному управлінні Донського фронту, заступником командира із політичної частини стрілецького баальйону 4-го стрілецького полку 98-ї стрілецької дивізії. 21 січня 1943 року пропав безвісти на фронті у Багаєвському районі Ростовської області.
Дружина — Ірина Трохимівна Обелець.

## Звання
- капітан (старший політрук).